# Dom van Linköping
De Dom van Linköping (Zweeds: Linköpings domkyrka) is een kathedraal in de Zweedse stad Linköping. Het is een van de best bewaarde en rijkst versierde middeleeuwse kathedralen van Zweden. De dom is de episcopale kerk van het bisdom Linköping en is de op een na grootste kerk van Zweden na de dom van Uppsala.

## Geschiedenis

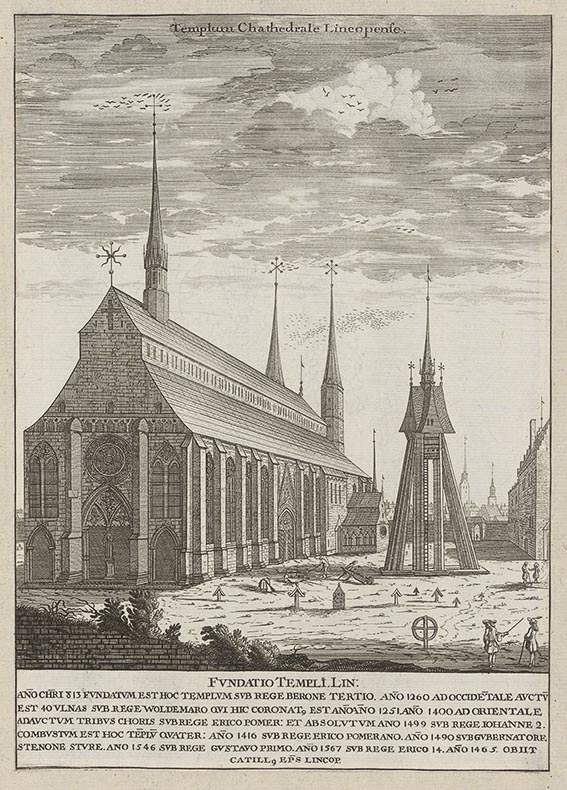
De kerk op een gravure uit 1700

In de eerste helft van de 12e eeuw werd de eerste stenen kerk van Linköping gebouwd. Het betrof een romaanse basiliek, die ongeveer de helft van het oppervlak van de huidige dom besloeg. Tijdens archeologisch onderzoek in het begin en midden van de 20e eeuw werden fundamenten van deze basiliek blootgelegd. Al in de tijd van de eerste kerk werd Linköping in een document, dat zich tegenwoordig in Florence bevindt, als bisschopszetel genoemd.
Ongeveer in 1230 begon men met de bouw van de dom. Door verbouwing en aanbouw duurde de bouwperiode uiteindelijk meer dan 250 jaar. Terwijl het oudste deel nog romaans is, hebben het kerkschip en het koor de gotische bouwstijl. In het zuidelijk zijschip wordt de romaanse rondboog abrupt afgewisseld door de gotische spitsboog. Het koor en de polygonale oostelijke toren uit de 15e eeuw werden onder leiding van de Keulse bouwmeesters Gierlach en Adam von Düren gebouwd. Op veel steenwerk is het merkteken van de Keulse steenhouwers te zien.
De westelijke toren werd in de jaren 1747-1758 toegevoegd, die in de tweede helft van de 19e eeuw bij een ingrijpende verbouwing van het westelijke deel van de kerk door de architect Helgo Zettervall in neogotische stijl werd veranderd.
De middeleeuwse sculpturen van steen zijn grotendeels bewaard gebleven, met uitzondering van het beeldhouwwerk van het hoofdportaal dat 19e-eeuws is. In de blindnissen aan de linkerkant van het kerkschip bevinden zich een groot aantal sculturen van mensen en mythische wezens, vermoedelijk uit de jaren 1300.

## Orgel
Het orgel werd in 1929 door de orgelbouwers G. Setterqvist sr., A. Österdahl en B. Göransson gebouwd. Het instrument met 3600 pijpen heeft 61 registers verdeeld over drie manualen en pedaal. De speeltracturen zijn mechanisch, de registertracturen pneumatisch.

## Afbeeldingen

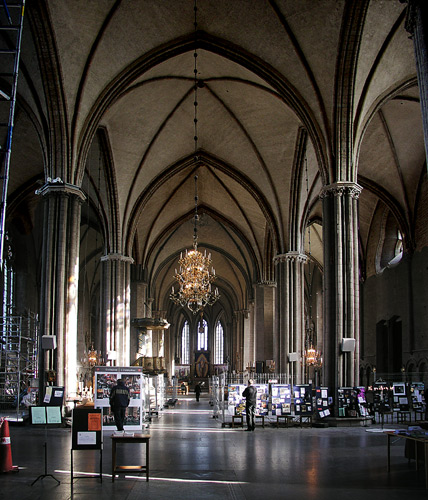
Interieur
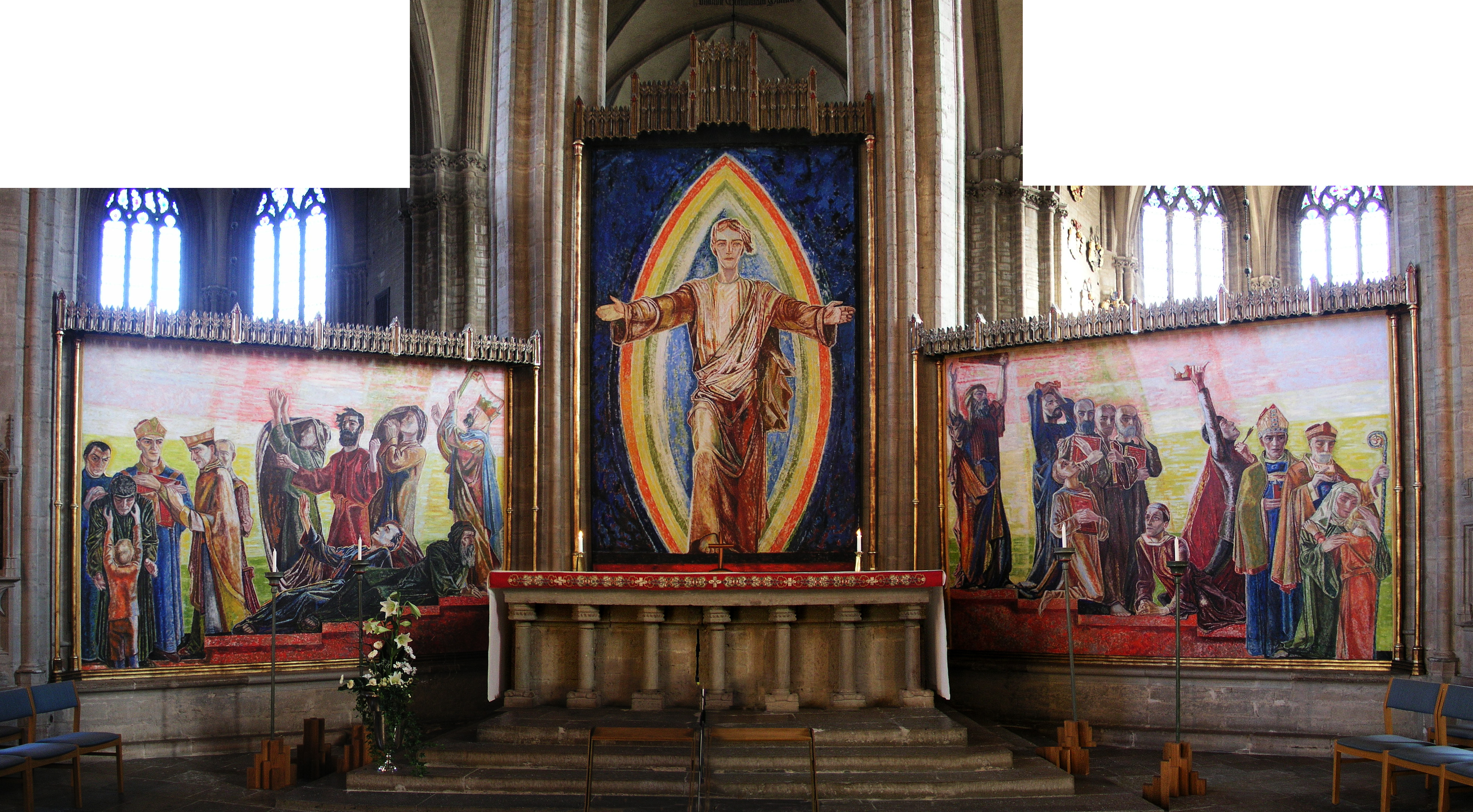
Altaar
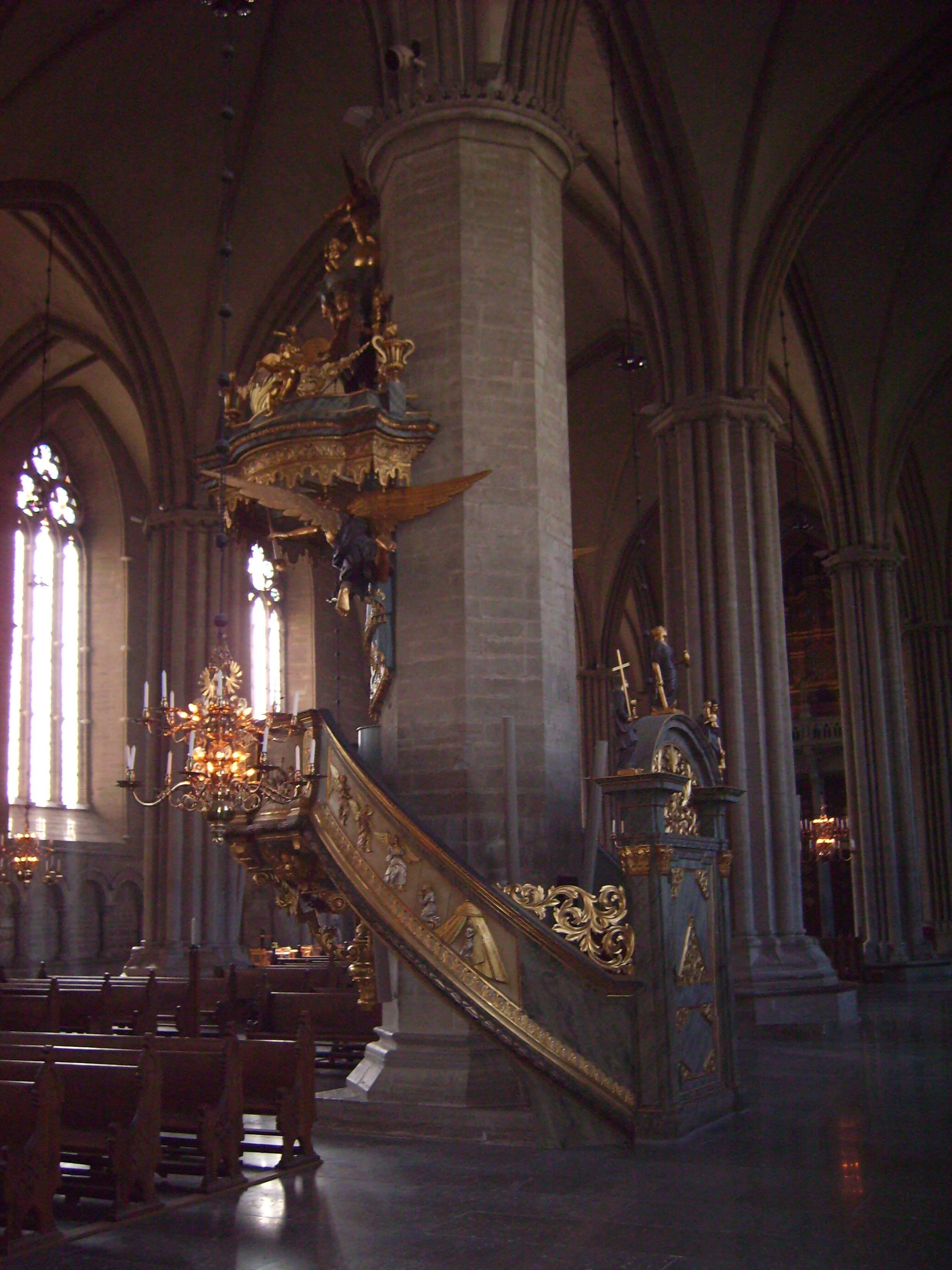
Kansel
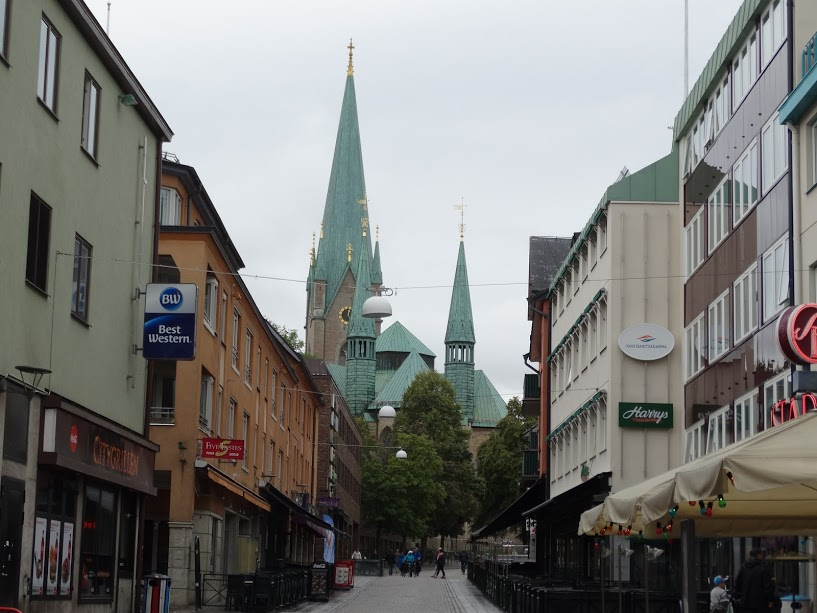
The cathedral from outside
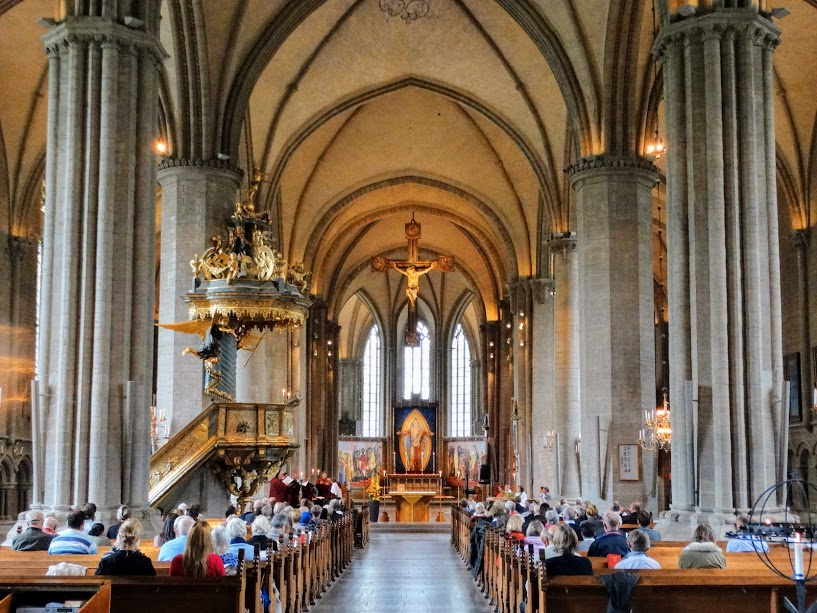
Preaching
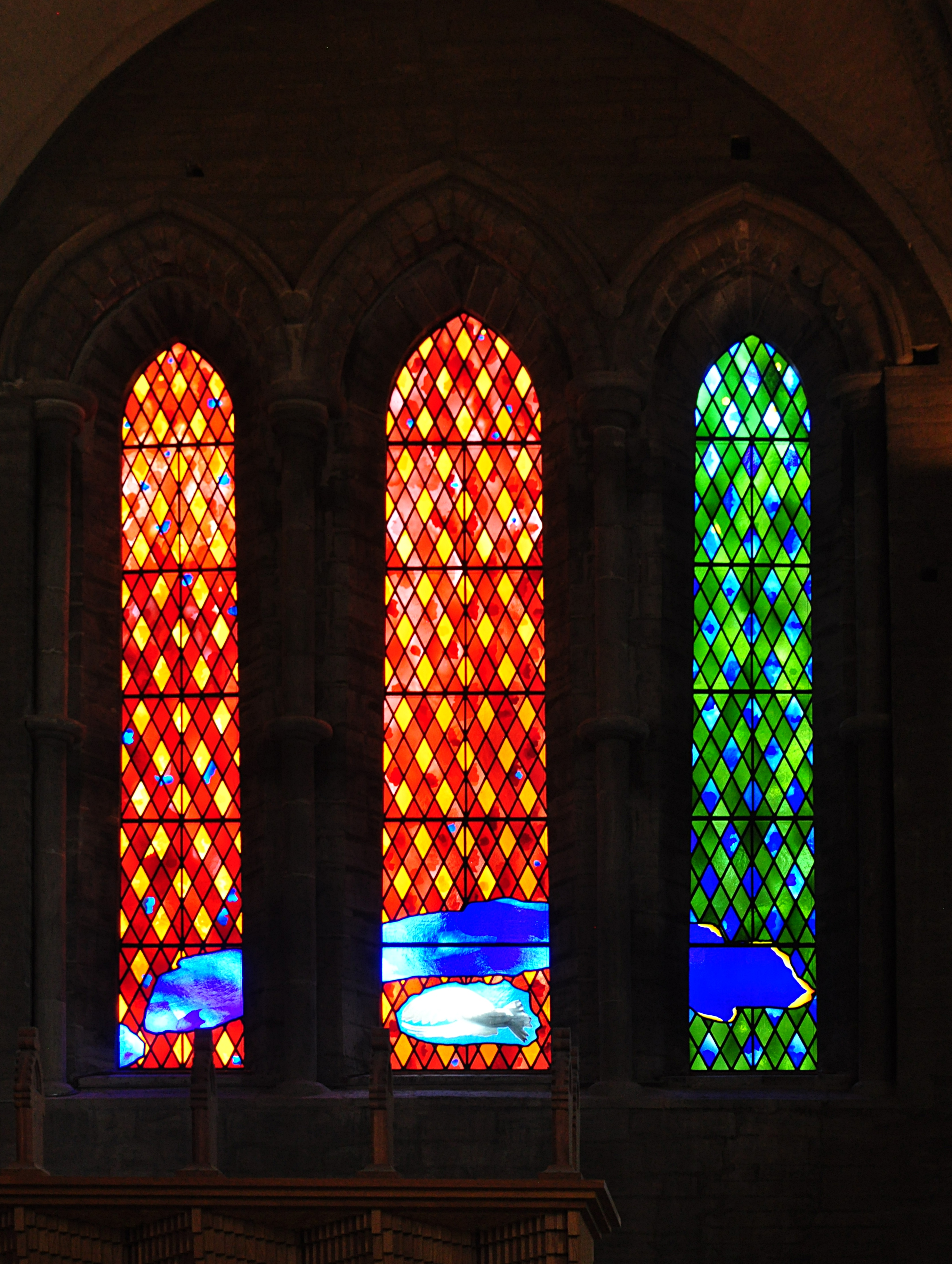
Modern glas-in-loodraam van het noordelijke portaal door kunstenaar Brian Clarke
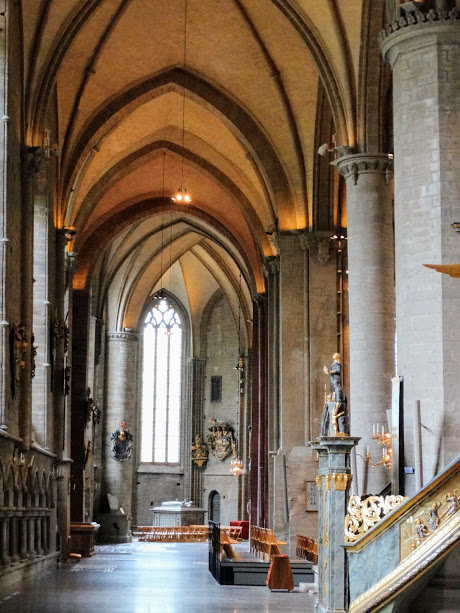
Inner view
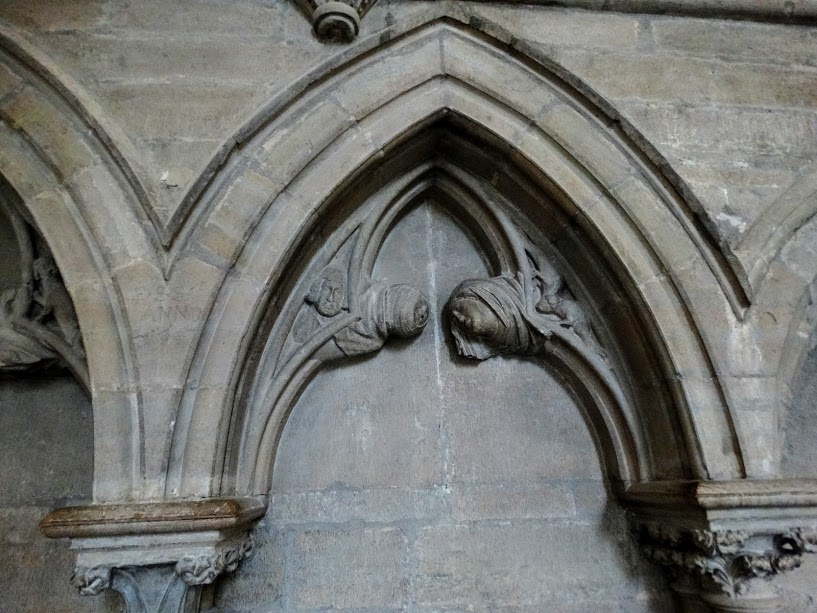
Architecture detail